# Калифорнийский университет в Сан-Франциско
Калифорнийский университет в Сан-Франциско (англ. University of California, San Francisco) — государственный университет в США, один из 10 кампусов Калифорнийского университета и ведущих центров мира в области медицинских исследований, стоматологии, уходе за больными и медицинского образования. Расположен в Сан-Франциско, Калифорния на территории в 0,55 км² (135 акров).
Английское название университета часто сокращается до UCSF, русское название до УКСФ — Университет Калифорнии в Сан-Франциско.
Медицинский центр УКСФ входит в десятку лучших клиник США по версии издания U.S. News & World Report, здесь успешно проводят операции по трансплантации почек и печени, работают отделения радиологии, нейрохирургии, неврологии, онкологии, офтальмологии, генной терапии, женского здоровья, хирургия плода, педиатрии и терапии. Также центр проводит исследования и лечение ВИЧ-инфекций и сотрудничает с африканскими университетами, такими как Университет Зимбабве.

## История
Университет основан в 1873 году, его миссия — «государственный университет, посвящённый сохранению жизни и улучшению здоровья». Из всех кампусов Калифорнийского университета, кампус в Сан-Франциско уникален тем, что осуществляет только послевузовское образование и только в области здравоохранения и биомедицинских наук.
В 1995 году Национальный исследовательский совет включил некоторые образовательные программы УКСФ в десятку лучших в США, среди них: биохимии и молекулярная биология (1 место), генетика (2 место), клетки и биология развития (3 место), неврология (4 место), физиология (5 место) и биомедицинская инженерия (7 место).

## Позиции и репутация
По объёмам финансирования в 2010 году кампус занимает первое место в стране среди государственных университетов и третье место среди всех университетов США, из бюджета Национальных институтов здравоохранения было выделено 475,4 млн дол.
В 2010 году УКСФ занял 18-е место в Академическом рейтинге университетов мира. В 2014 году Калифорнийский университет в Сан-Франциско снова занял 18 позицию в Академическом рейтинге университетов мира, 44 место в рейтинге лучших вузов США по версии Forbes.

## Известные преподаватели
- Харолд Вармус — американский врач-вирусолог, лауреат Нобелевской премии по физиологии и медицине 1989 года.
- Стенли Прузинер — американский врач, профессор неврологии и биохимии, лауреат Нобелевской премии по физиологии и медицине 1997 года.
- Пол Экман — выдающийся американский психолог, крупнейший специалист в области психологии эмоций, межличностного общения, психологии и распознавания лжи. Профессор Экман известен во всем мире и как вдохновитель и консультант популярного телесериала «Обмани меня» («Lie to me»), а также прототип его главного героя, доктора Лайтмана. В 2009 году журнал «Time» включил Пола Экмана в список 100 наиболее влиятельных людей мира.
- Элизабет Элен Блэкбёрн — американский учёный-цитогенетик, лауреат Нобелевской премии по физиологии и медицине за 2009 год.
- Джон Майкл Бишоп — американский иммунолог и микробиолог, лауреат Нобелевской премии по физиологии и медицине 1989 года.

## Галерея

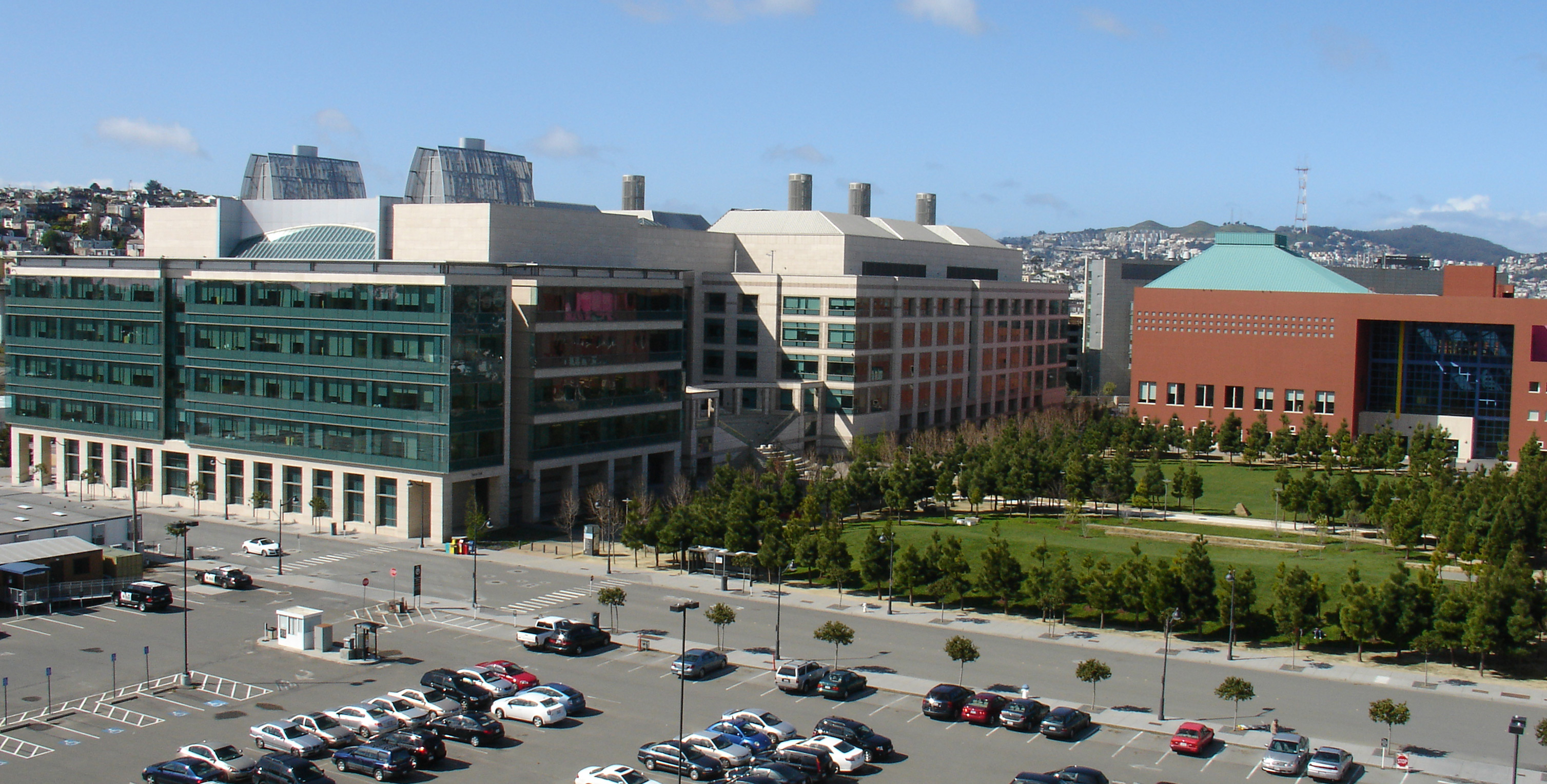
Один из комплексов зданий университета
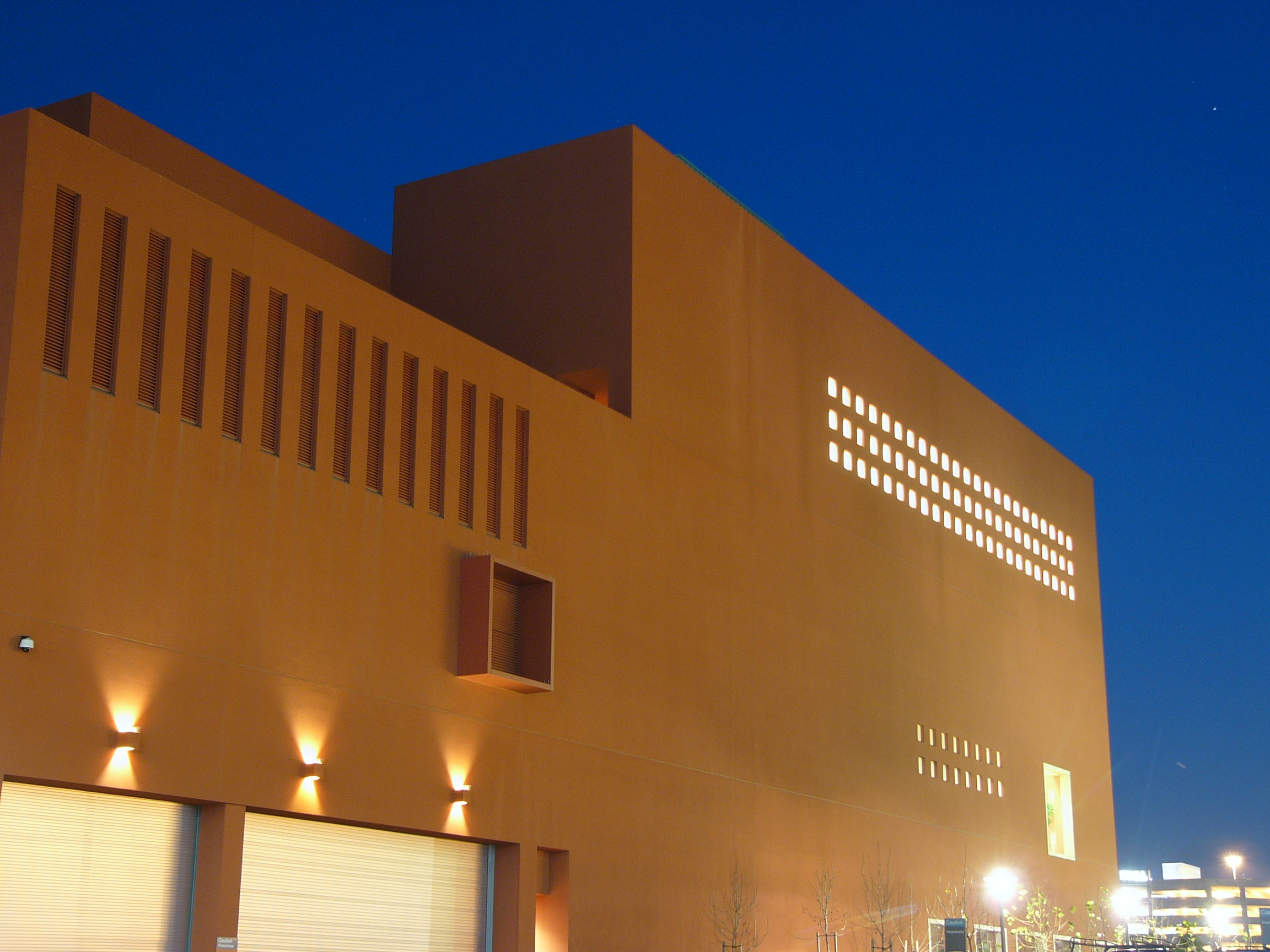
Коммуникационный центр UCSF
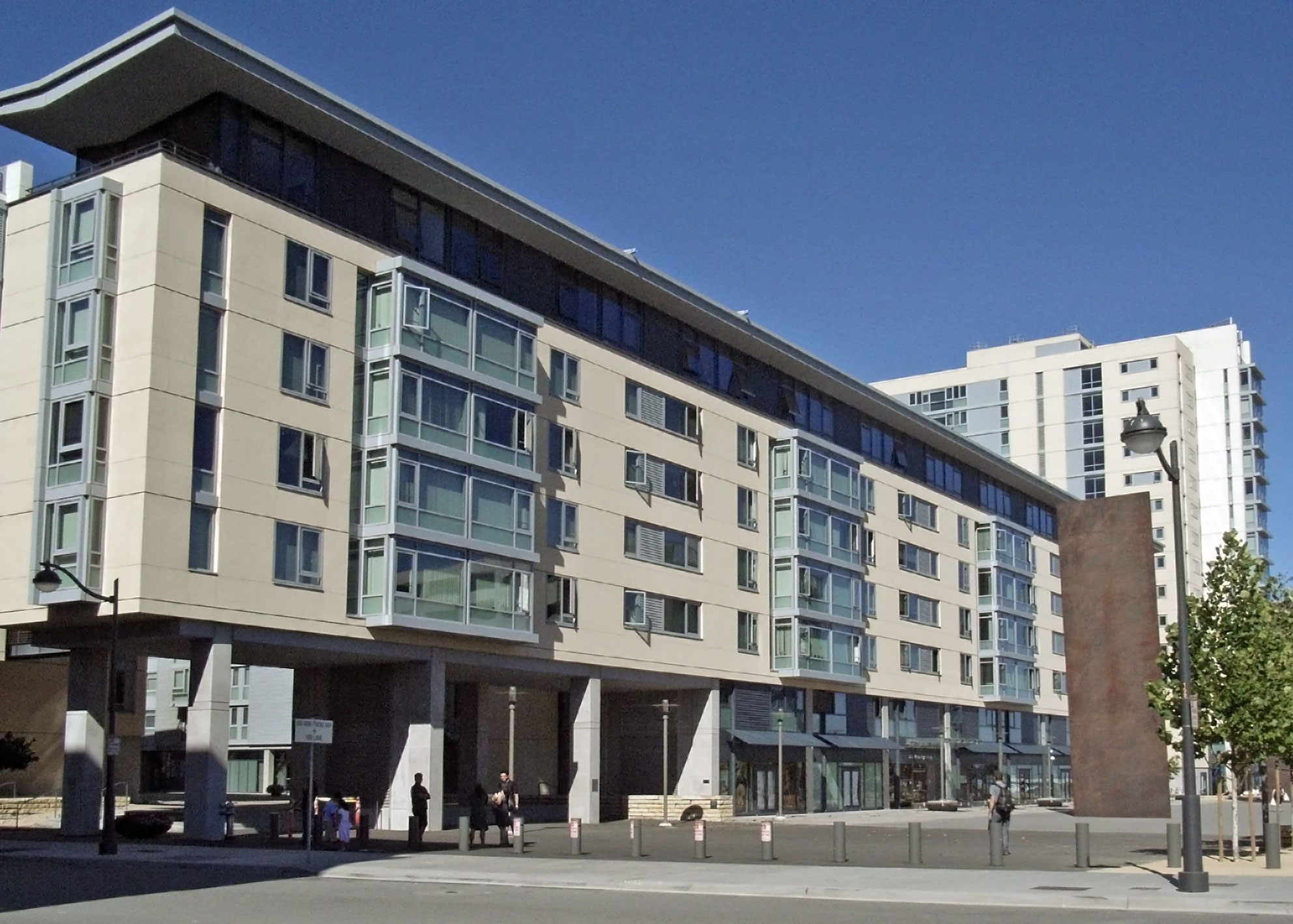
Университетский корпус
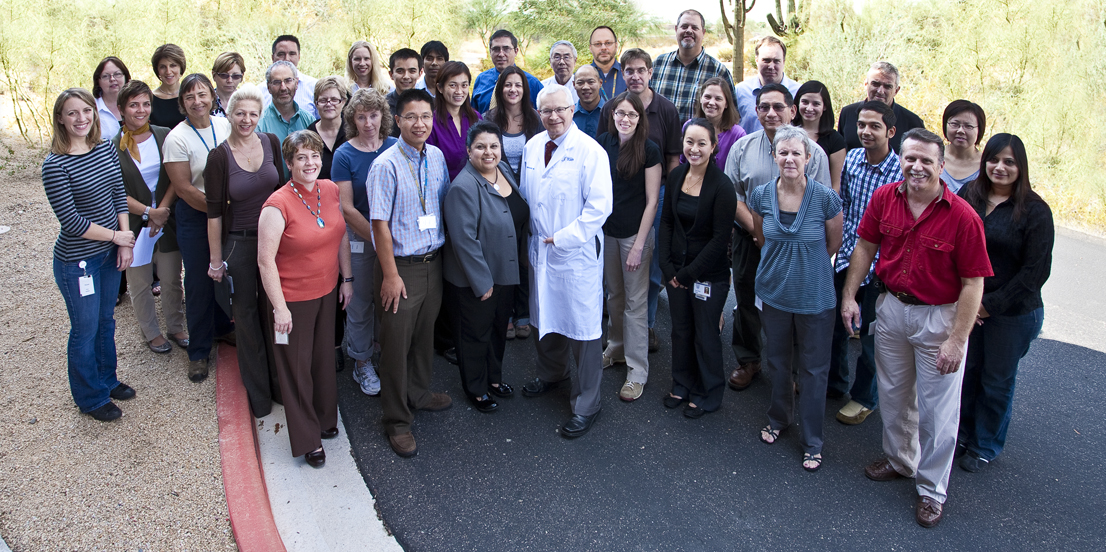
Команда отдела клинических исследований